# Европейские игры
Европейские игры, или Европиада (англ. European Games), — региональные международные комплексные спортивные соревнования среди атлетов Европы, которые проводят раз в четыре года под управлением Европейских олимпийских комитетов (ЕОК). Первые Европейские игры прошли с 12 по 28 июня 2015 года в столице Азербайджана городе Баку.
Изначально было решено проводить только летние игры, но есть предложение, чтобы также проводились и зимние Европейские игры.
Согласно членству в ЕОК, в Европейских играх участвуют все расположенные в Европе общепризнанные страны (кроме Ватикана), а также Турция, имеющие незначительные европейские части, Азербайджан и Грузия, расположенные полностью в Азии Армения, Израиль, Кипр.

## История
Другие континенты уже давно имели свои собственные региональные игры. В 2010 году XVI Летние Азиатские игры состоялись в Китае, в 2011 году XVI Панамериканские игры прошли в Мексике, XII Панарабские игры — в Катаре и X Всеафриканские игры — в Мозамбике. Кроме того, с 1985 года проводятся Игры малых государств Европы.
В апреле 2011 года президент Европейского олимпийского комитета Патрик Хики выступил с предложением провести Европейские игры всей части света, включающие все основные олимпийские виды спорта. Предложение Хики поддержал также президент Международного олимпийского комитета Жак Рогге. В случае успеха, игры планировалось проводить либо в дополнение к отдельным событиям, таким как чемпионат Европы по лёгкой атлетике и чемпионат Европы по водным видам спорта, или даже заменить их. Хики сказал, что 47 из 49 европейских национальных олимпийских комитетов поддержали его решение. Первоначальный же интерес спонсоров Хики охарактеризовал как «колоссальный». В итоге 84 % Национальных олимпийских комитетов Европы проголосовало за учреждение Европейских игр. Тогда же было запланировано проведение первых Европейских игр в июне 2015 года.

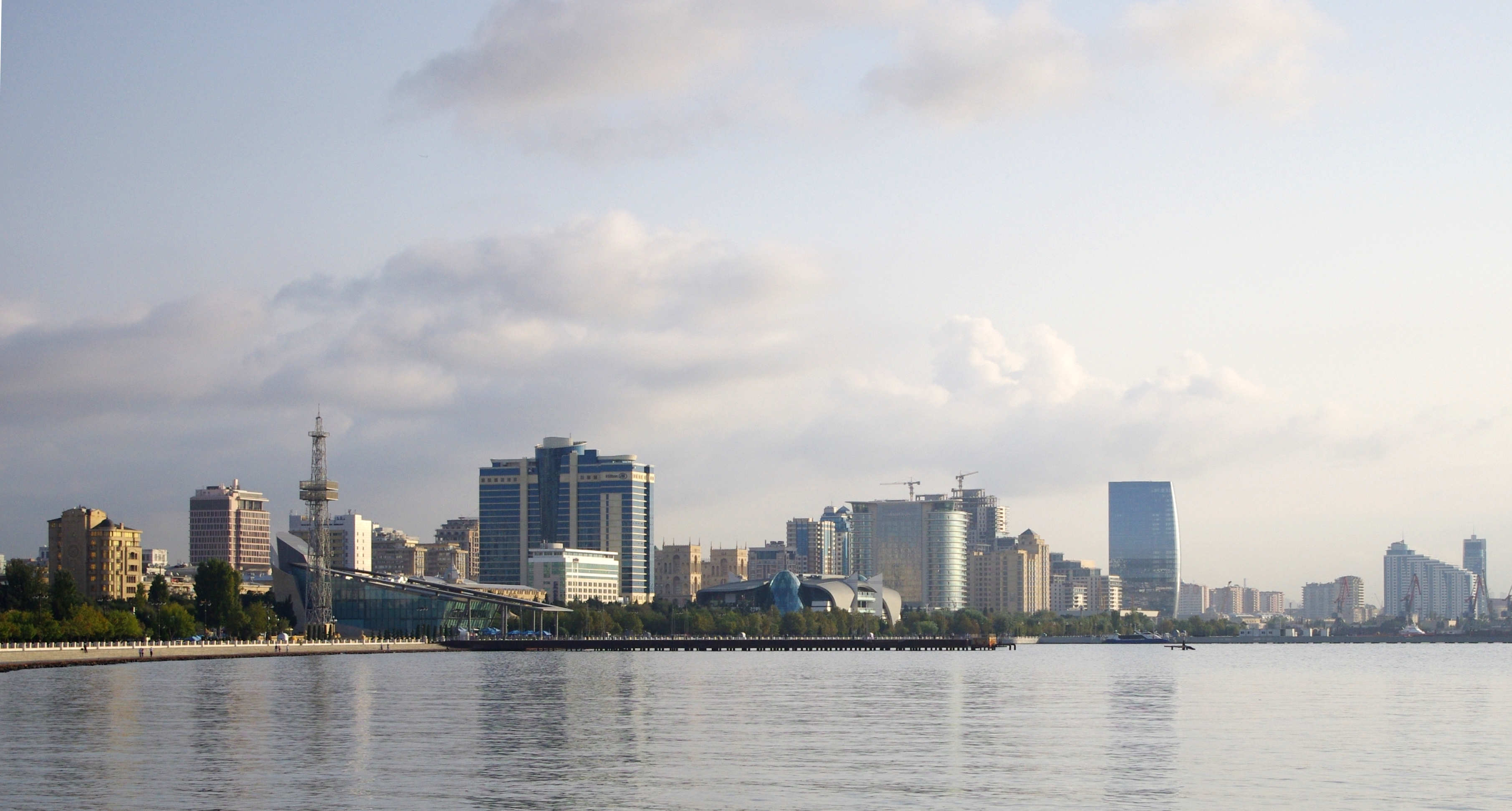
Баку — город проведения первых Европейских игр

Первоначально местом проведения в 2015 году первых Европейских игр был назван Минск. Однако после отказа Белоруссии на 41-й Генеральной ассамблее Европейских олимпийских комитетов, проходившей 8 декабря 2012 года в Риме, было решено провести игры в столице Азербайджана, городе Баку. Соглашение о проведении первых игр в Баку подписали президент Европейского олимпийского комитета Патрик Хики, генеральный секретарь Европейского олимпийского комитета Рафаель Пагноцци, министр молодёжи и спорта Азербайджана Азад Рагимов и вице-президент Национального олимпийского комитета Азербайджана Чингиз Гусейнзаде.

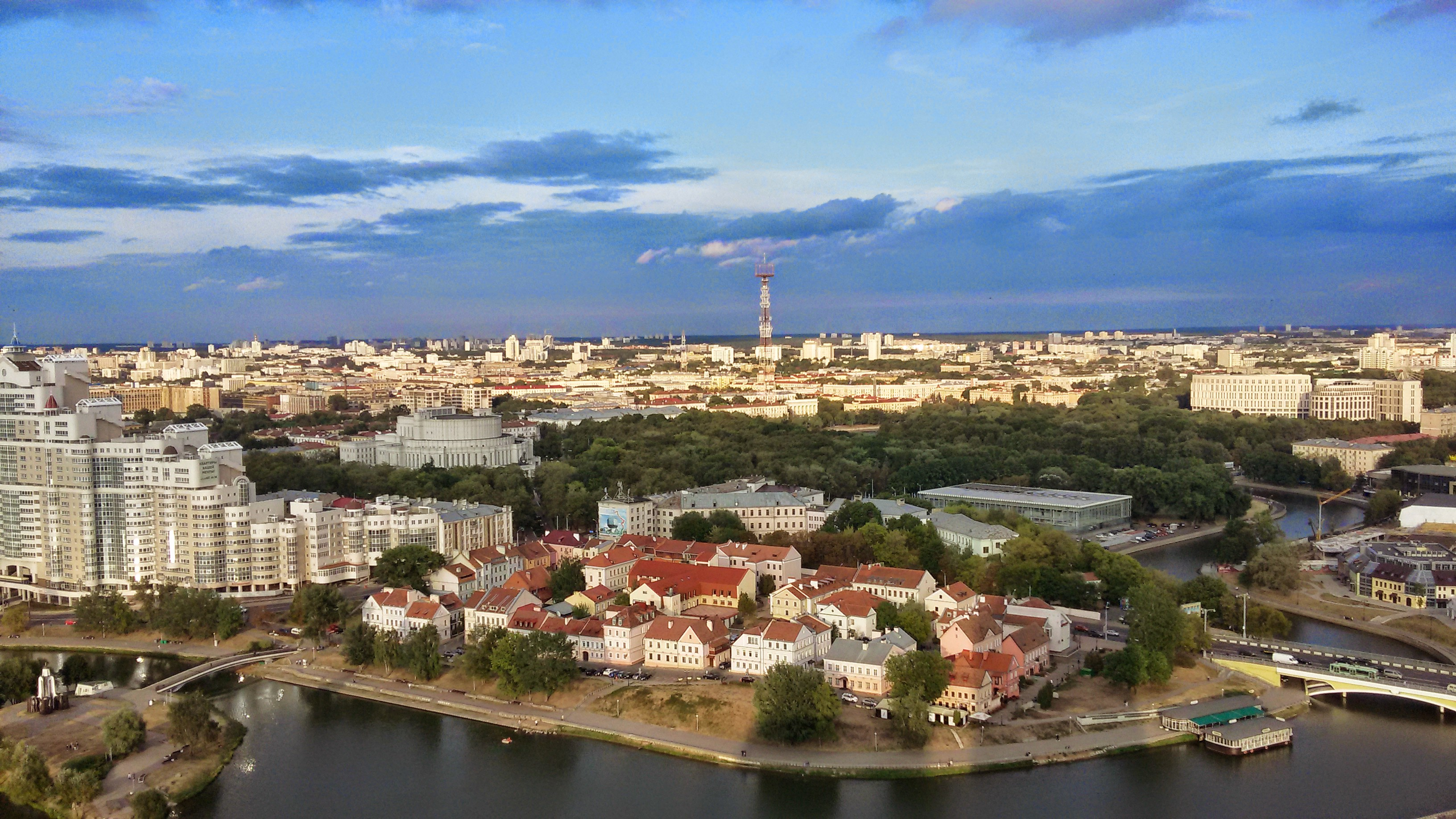
II Европейские игры прошли в Минске

В проведении у себя в 2019 году вторых Европейских игр выразил свою заинтересованность ряд стран и городов. Европейский олимпийский комитет занимается созданием рабочей группы, координирующей процесс выбора места проведения Европейских игр 2019. 16 мая 2015 года участниками заседания Чрезвычайной генеральной ассамблеи Европейского олимпийского комитета было принято решение о проведении II Европейских игр 2019 года в Нидерландах. Соревнования предполагалось провести в семи городах, в том числе Амстердаме, Гааге, Эйндховене, Роттердаме, Утрехте. 10 июня 2015 года Нидерланды отказались от проведения II Европейских игр. После отказа Нидерландов свою заинтересованность в принятии игр выразил ряд стран — Белоруссия (Минск), Великобритания (Глазго), Польша (Познань), Россия (Казань и Сочи), Турция (Стамбул). В ноябре 2015 года Россия была определена как хозяйка II Европейских игр. Однако, ввиду санкций по результатам расследования WADA допингового скандала в России, в канун Олимпиады 2016 МОК отказал в поддержке проведения в России основных спортивных мероприятий, включая II Европейских игр, и на заседании Генеральной ассамблеи ЕОК, которая прошла в Минске 21 октября 2016 года, местом проведения II Европейских игр был избран Минск.

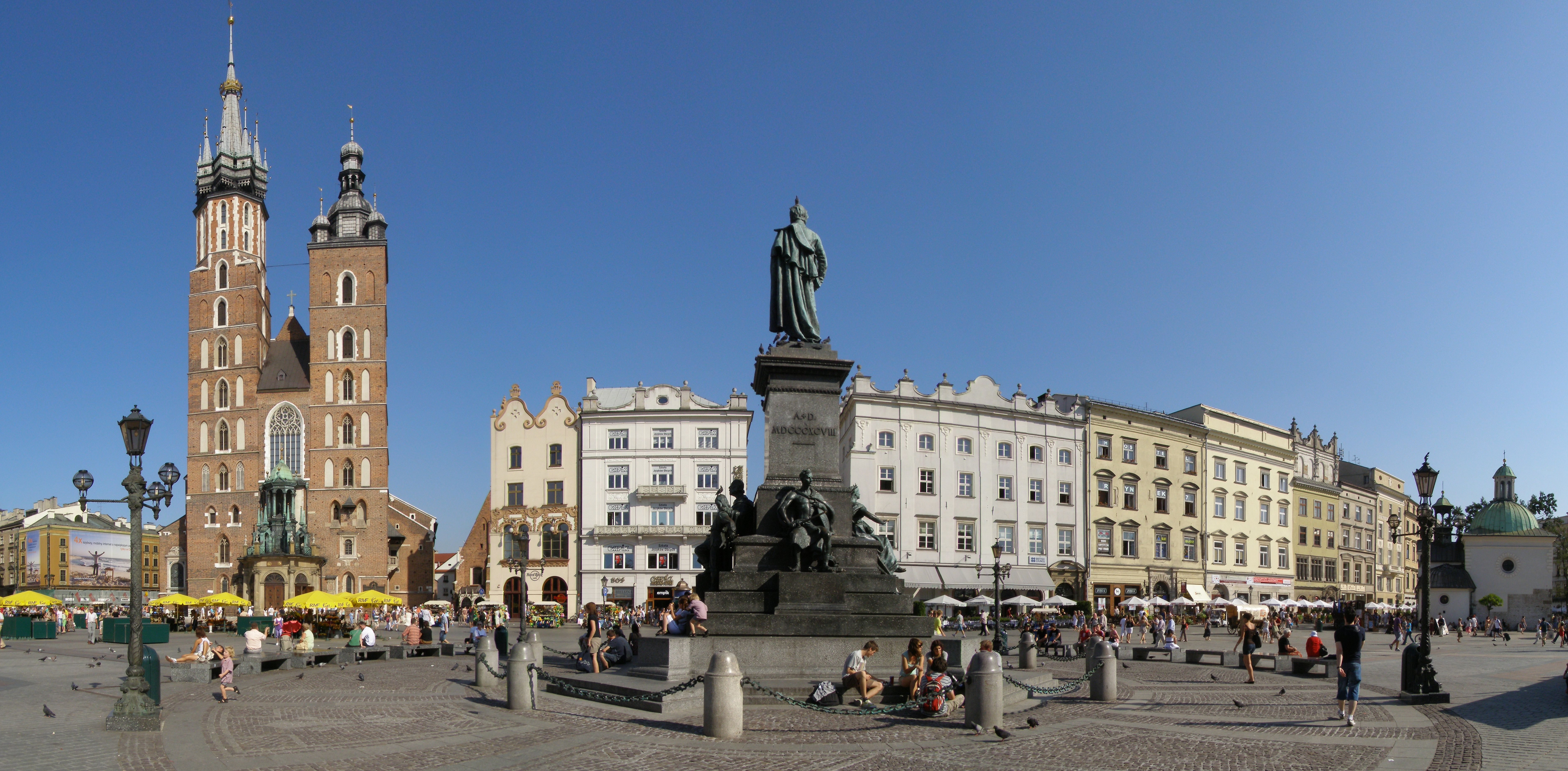
Краков — город проведения третьих Европейских игр

На проведение третьих Европейских игр в 2023 году претендовали Катовице (Польша) и Казань (Россия)
14 августа 2018 года высокопоставленный российский источник заявил: «У нас есть возможность провести Европейские Олимпийские игры. Если России это доверено, то можно будет провести в 2023 году». В январе 2019 года объявлено, что предложение поддержано президентом Путиным и Россия подаёт заявку на проведение игр в Казани. Приём заявок производился сначала с ноября 2018 года по февраль 2019 года, затем был продлён по май. Однако по приближению финальной даты почти все кандидаты не подали или отозвали свои заявки. В мае польский НОК заменил город на Краков. Заявка Казани так и не была оформлена. 22 июня 2019 года, при открытии вторых игр в Минске, место проведения третьих было официально утверждено — Краков.
В 2022 году в связи со вторжением Российской Федерации на Украину и мировыми санкциями Россия и Белоруссия были полностью исключены из Европейских игр и отказались от дальнейших проведений.

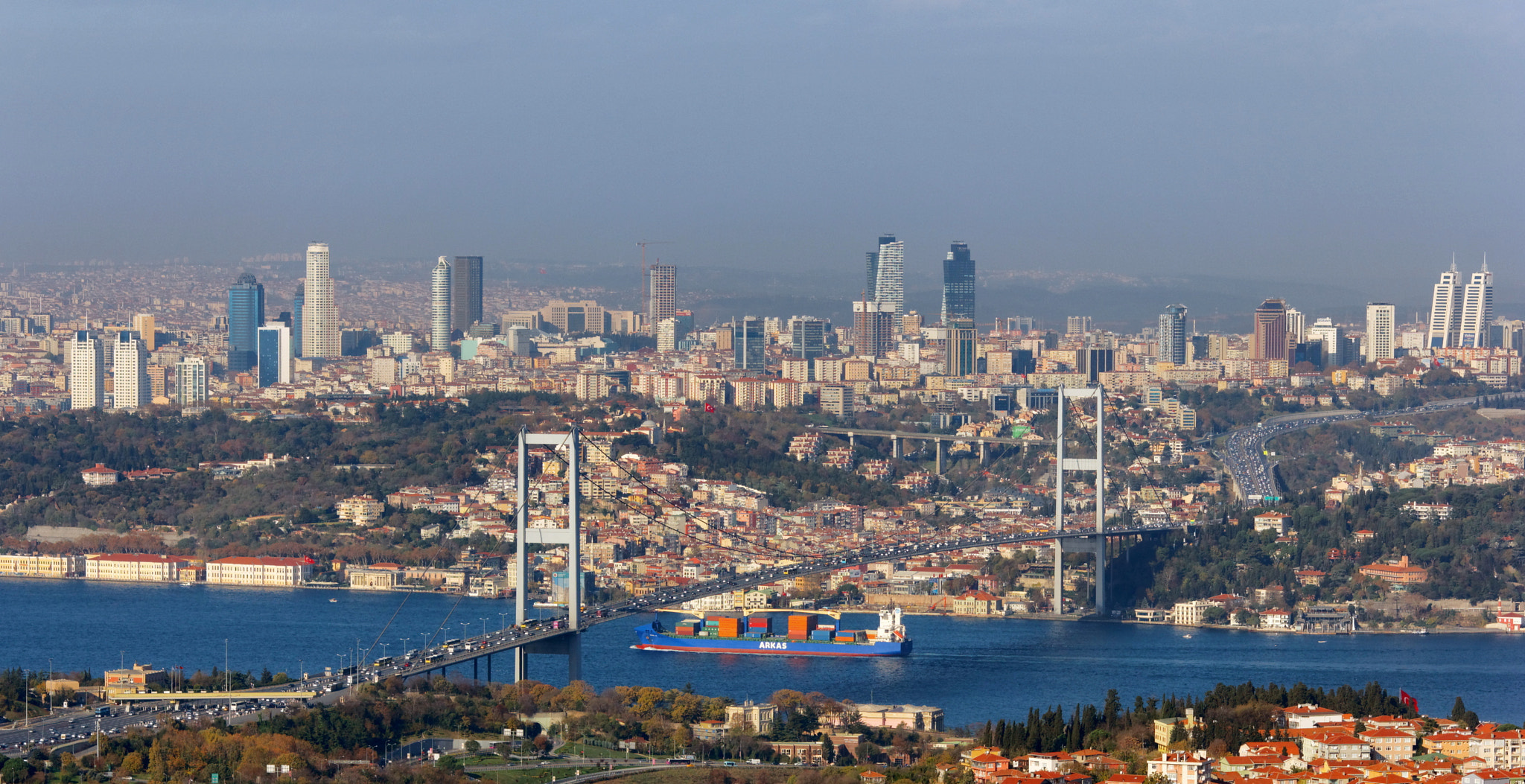
Вероятнее всего, IV Европейские игры пройдут в Стамбуле

## Годы и места проведения
| Игры | Год  | Церемония открытия | Церемония закрытия | Город   | Страна      | Количество стран | Количество видов спорта |
| ---- | ---- | ------------------ | ------------------ | ------- | ----------- | ---------------- | ----------------------- |
| I    | 2015 | 12 июня            | 28 июня            | Баку    | Азербайджан | 50               | 30                      |
| II   | 2019 | 21 июня            | 30 июня            | Минск   | Беларусь    | 50               | 15                      |
| III  | 2023 | 21 июня            | 2 июля             | Краков  | Польша      | 48               | 29                      |
| IV   | 2027 | TBA                | TBA                | Стамбул | Турция      | 48               | TBA                     |

## Виды спорта
В списке представлены виды спорта, уже внесённые в программу Европейских игр. Согласно официальному сайту игр 2015, соревнования в этом году проходили по 30 видам спорта.
- Бадминтон
- Баскетбол 3×3
- Бокс
- Борьба
  - Вольная
  - Греко-римская
  - Женская
- Велоспорт
  -  Шоссейный велоспорт
  -  Маунтинбайк
  -  BMX
- Водные виды спорта
  -  Водное поло
  -  Плавание
  -  Прыжки в воду
  -  Синхронное плавание
- Волейбол
  -  Волейбол
  -  Пляжный волейбол
- Гребля на байдарках и каноэ
- Гимнастика
  -  Акробатика
  -  Аэробика
  -  Прыжки на батуте
  -  Спортивная гимнастика
  -  Художественная гимнастика
- Дзюдо
- Карате
- Лёгкая атлетика
- Пляжный футбол
- Настольный теннис
- Самбо
- Стрельба
- Стрельба из лука
- Триатлон
- Тхэквондо
- Фехтование

## Медальный зачёт
|            | Общее количество медалей | Общее количество медалей | Общее количество медалей | Общее количество медалей |       |
| №          | Страна                   | Золото                   | Серебро                  | Бронза                   | Всего |
| ---------- | ------------------------ | ------------------------ | ------------------------ | ------------------------ | ----- |
| 1          | Россия                   | 123                      | 64                       | 86                       | 273   |
| 2          | Италия                   | 58                       | 67                       | 63                       | 188   |
| 3          | Украина                  | 45                       | 43                       | 51                       | 139   |
| 4          | Германия                 | 43                       | 39                       | 73                       | 155   |
| 5          | Великобритания           | 36                       | 30                       | 53                       | 119   |
| 6          | Франция                  | 35                       | 41                       | 57                       | 133   |
| 7          | Испания                  | 34                       | 30                       | 36                       | 100   |
| 8          | Беларусь                 | 33                       | 27                       | 51                       | 111   |
| 9          | Азербайджан              | 29                       | 27                       | 39                       | 95    |
| 10         | Нидерланды               | 25                       | 31                       | 21                       | 77    |
| 11         | Венгрия                  | 21                       | 20                       | 35                       | 76    |
| 12         | Польша                   | 18                       | 28                       | 38                       | 84    |
| 13         | Турция                   | 17                       | 19                       | 46                       | 82    |
| 14         | Швейцария                | 17                       | 12                       | 20                       | 49    |
| 15         | Дания                    | 14                       | 10                       | 13                       | 37    |
| 16         | Грузия                   | 13                       | 17                       | 25                       | 55    |
| 17         | Сербия                   | 12                       | 12                       | 14                       | 38    |
| 18         | Румыния                  | 11                       | 14                       | 14                       | 39    |
| 19         | Австрия                  | 10                       | 15                       | 14                       | 39    |
| 20         | Бельгия                  | 10                       | 10                       | 10                       | 30    |
| 21         | Чехия                    | 9                        | 17                       | 22                       | 48    |
| 22         | Португалия               | 9                        | 17                       | 15                       | 41    |
| 23         | Словения                 | 8                        | 10                       | 6                        | 24    |
| 24         | Хорватия                 | 8                        | 9                        | 15                       | 32    |
| 25         | Болгария                 | 7                        | 15                       | 18                       | 40    |
| 26         | Швеция                   | 7                        | 10                       | 12                       | 29    |
| 27         | Ирландия                 | 7                        | 7                        | 12                       | 26    |
| 28         | Греция                   | 6                        | 11                       | 18                       | 35    |
| 29         | Израиль                  | 6                        | 8                        | 10                       | 24    |
| 30         | Латвия                   | 6                        | 5                        | 6                        | 17    |
| 31         | Норвегия                 | 6                        | 4                        | 9                        | 19    |
| 32         | Литва                    | 6                        | 4                        | 8                        | 18    |
| 33         | Армения                  | 5                        | 5                        | 5                        | 15    |
| 34         | Финляндия                | 4                        | 1                        | 7                        | 12    |
| 35         | Словакия                 | 3                        | 7                        | 9                        | 19    |
| 36         | Эстония                  | 2                        | 4                        | 5                        | 11    |
| 37         | Албания                  | 2                        | 0                        | 0                        | 2     |
| 38         | Молдова                  | 1                        | 2                        | 7                        | 10    |
| 39         | Косово                   | 1                        | 1                        | 2                        | 4     |
| 40         | Кипр                     | 0                        | 5                        | 2                        | 7     |
| 41         | Люксембург               | 0                        | 2                        | 3                        | 5     |
| 42         | Босния и Герцеговина     | 0                        | 2                        | 0                        | 2     |
| 43         | Северная Македония       | 0                        | 1                        | 2                        | 3     |
| 43         | Сан Марино               | 0                        | 1                        | 2                        | 3     |
| 45         | Черногория               | 0                        | 1                        | 1                        | 2     |
| 46         | Монако                   | 0                        | 1                        | 0                        | 1     |
| Все страны | Все страны               | 707                      | 706                      | 955                      | 2358  |